# 货币政策
货币政策（英語：Monetary policy）是一个国家或是经济体的货币权威机构（多数国家由央行来执行）利用控制货币供應量，来达到影响其他经济活动所采取的措施。主要手段包括：调节基准利率、调节商业银行保证金、公开市场操作。利率、信用、资产价格等一系列受货币政策影响的变化，最终导致就业率、生产量的变化的过程，称为货币政策传导机制。一般而言，货币政策的主要目的是防止通货膨胀。多数国家的央行将目标通货膨胀率设定为1%-3%（少数国家例外，如美国、日本）。
按照调节方向划分，货币政策一般分为：激进的－利率被调节为促进经济增长；中性的－保持经济稳定；紧縮的－降低通货膨胀，但可能提高失业率。
货币权威机构通常指中央银行或是和央行紧密联系的一套银行系统。他们有发行货币，改变货币供给和影响利率的能力。货币理论是经济学中研究货币的性质与功能的一个分支，是各经济体制定货币政策的理论基础。历史上货币政策常常随着货币理论研究的发展而改变。从1970年代开始，世界各国货币政策通常与财政政策（fiscal policy）分离。即由中央银行控制货币政策，由政府控制财政政策。即使在此之前，布雷頓森林體系已经保证绝大多数的国家这两种政策分离。

## 货币政策的历史
货币政策主要与利率和信用联系在一起。许多世纪以来，货币政策只有两种形式，铸币或是发行纸币以产生信用。在凯恩斯的流动性偏好理论得到接受前，利率不被认为是货币政策的一部分。货币政策被认为是政府决策的一部分，通常被认为是政府的铸币权。随着贸易网络的发展和金银的比价的确认以及本币和外币比价的确认，这种价格是被法律保护的，甚至此种价格在市场上是变化的。
宋朝使用纸币交子，后来由于宋与西夏战争，交子发行量增大，造成了严重的通货膨胀。
1694年，英格兰银行成立，它获得纸币发行權并且采用金本位，货币政策独立于政府的想法开始出现。货币政策的目的在于保持币值，印钞并且保持钱币留在流通领域。中央银行的建立目的在于保持本币与黄金的比值，在一个小范围内与其他金本位的外币进行交换。为了达到这些目的，作为金本位一部分的央行开始设立利率，为了保持金本位要求每月调整利率。
现代的货币政策开始于19世纪后期，由于重商主义思想影响，世界各国采用金本位制。这种制度在二战之后仍通过布雷頓森林體系被间接地保留了下来。直到1973年，布雷頓森林體系崩溃，各国开始使用浮动汇率。
在1870-1920之间，工业化国家陆续建立中央银行系统，央行“最后的借贷者”的角色开始被理解。随着经济学的“边际革命”，人们意识到利率增加或是减少多少对整體经济有重要的影响，基于经济的权衡，我们必须做出抉择。并且很明显存在经济周期，并且经济理论开始理解到利率和周期的关系，Cass商学院的研究表明，央行的扩张和紧缩政策引起了经济周期，证据表明，在央行成立之前，经济周期很少出现。
货币政策，有些像似是而非的科学原理，在最近的150年发展的非常迅速，尤其在最后这50年。货币政策已经从简单的增加货币供给到保持人口增长和经济活力。现在，它还需要考虑各种目标，如下：
- 短期利率
- 长期利率
- 货币周转率
- 汇率
- 信贷质量
- 债券和股票(公司所有权和债务);
- 政府部门与私人部门收支;
- 国际大范围的资本流动
- 金融衍生品，如买卖，交换，期货等。

一小群人认为应该回归金本位，他们认为货币政策充满了风险并且将对平民有巨大的危害。其核心在于我们现在的货币没有现实的价值，只不过是在存款准备金制度下的负债，是社会中一小部分（包括所有政府）的永久负债。
事实上，很多经济学家不同意回归已被放弃100年的金本位，因为这样做将极大地限制货币供给。现在复杂的金融体系使得大规模的交易更加容易和安全，将风险压力转给不同的公司和个人，可将不同金融风险转换成不同的回报率并且使得商业更可预期和更有利润。

## 中央银行趋势
几乎所有的现代国家，都設有货币权威机构（例如英国的英格兰银行，美国的联邦储备系统，中國的人民銀行和日本的日本银行等等）以执行该国的货币政策。通常，这些机构被称为中央银行，同时还具有监管金融系统平滑运作的功能。与人们通常的想象不同的是，并非所有的中央银行都是政府职能部门，有些中央银行的股份甚至由私人拥有。
英格兰银行成立于1694年。在后续的历史中，苏格兰和北爱尔兰相继成为联合王国的一部分，但作为最初的中央银行，英格兰银行的名字沿用至今。英格兰银行最初成立的目的是为英格兰国王威廉一世融资，以支付战争经费和王国开支。英格兰银行，以英王未来的税收为抵押向政府提供贷款。同年威廉一世为英格兰银行颁发了皇家特许执照，英格兰银行成为独家为政府服务的银行，并为政府管理其债务。在成立之初，英格兰银行一直是一家私有银行。而其同时向私人客户开放，提供存取款业务，但是后期成为仅向其他银行开放的“银行的银行”。在十九世纪时，英格兰银行成为英国其他商业银行的最终借款人。1931英国宣布离开金本位制度，英格兰银行的黄金和外汇储备移交国库所有，但仍为政府经手管理这些财产。1946年英格兰银行成为国有银行。1998年，英格兰银行法案确立了英格兰银行独立执行货币政策的权力。

## 货币政策的类型
通常，公开市场操作的短期目标是取得短期的利率目标，或是一籃子貨币的汇率目标，或是黄金价格目标。例如，英格兰银行以控制通货膨胀率在2%上下浮动一个百分点为目标，而中国是一籃子貨币与人民币的汇率为目标。

### 以抑制通胀为目标
在此种政策下，目标是保持CPI在一个给定的范围内波动。通货膨胀目标通过央行周期性的调整目标利率达到。目标利率通过公开市场操作达到。典型地，目标利率将会在一定的周期内变化，政策委员会将会每月或是每季度重新考虑利率目标。改变利率目标为了应对各种市场指标，尽力的预测经济的倾向和跟踪经济，保证达到目标的通货膨胀率。

### 固定汇率
固定汇率制度(Fixed Exchange Rates System)即两国货币比价基本的固定，并把两国货币比价的波动幅度控制在一定的范围之内。
根据不同货币的含金量对比制订出彼此之间的汇率
在这一制度下的汇率或是由黄金的流入与流出予以调节，或是在货币当局调控下，在法定的幅度内波动。但在实行固定汇率制度时期，若国际外汇市场行情发生剧变，也易招受国际游资的冲击。尤其是当一国出现持续性巨额逆差时，由于该国货币当局必须动用国际储备稳定汇率，则又导致黄金与外汇储备外流。若黄金与外汇储备外流后仍不能阻止本币币值下降，就只有公开宣布本币贬值，使本币购买力下降，将外汇危机向外转嫁。其结果又会引起贸易伙伴国同时采取贬值措施，引起整个外汇秩序的混乱。

### 金本位
金本位是一种金属货币制度。在金本位制下，或每单位的货币价值等同于若干重量的黄金（即货币含金量）；当不同国家使用金本位时，国家之间的汇率由它们各自货币的含金量之比—金平价（Gold Parity）来决定。金本位制于19世纪中期开始盛行。 金本位制总共有三种实现形式，它们是：金币本位制、金块本位制、金兑汇本位制，其中金币本位制最具有金本位制的代表性。

### 金银复本位制
金银复本位制（gold and silver bimetalism），是指以金银两种金属同时为本位货币的货币制度。

## 货币政策工具
有几种货币政策工具可以达到上述目的：利率调整，基础货币调整（一般指的是M0），存款准备金调整。所有的这些政策要么扩大货币供给或是减少货币供给。货币政策的主要实施方法为公开市场操作，它通过买卖不同的债券工具、外币或是商品调节货币循环中的货币数量。所有的这些买卖操作导致或多或少的基础货币进入或是离开流通领域。
货币政策有三大工具：公开市场操作、存款准备金率（即最低储备金）要求、贴现窗口。

### 货币量基数(Monetary base)
中央银行通过公开市场操作直接调节经济中流通的货币总量——买卖债券交换硬通货。注意公开市场操作的债券只是债券市场上较小的一部分，因而中央银行不能就此改变利率。
公开市场业务。所谓“公开市场业务”（Open Market Operation ，也称“公开市场操作”），是指中央银行在金融市场上公开买卖有价证券，以改变商业银行等存款货币机构的准备金，进而影响货币供应量和利率，实现货币政策目标的一种货币政策手段。

### 存款准备金率（Required Reserve Rate）
簡稱RRR，各国的金融法规都明确规定，商业银行必须将吸纳存款的一部分存到央行，这部分资金与存款总额的比率，就是存款准备金率。央行提高存款准备金率，流通中的货币会成倍缩减。这里边的道理不难理解：商业银行往中央银行交的准备金多了，自身可支配的资金便少了，于是银行对企业的贷款减少，企业在银行的存款相应地会更少，“存款—贷款”级级递减，整个社会的货币总量大大降低。这很像我们调试音响——降低功放机的功率，输出的音量自然会减小。反之，如果央行调低存款准备金率，流通中的货币量便会成倍增加。

### 贴现窗口融资（Discount window lending）
主条目：贴现窗口

### 利率
其他非常规货币政策工具为：
- 道德劝告
- 公开政策
- 量化宽松（Quantitative Easing, 日语：量的金融緩和, ryōteki kin'yū kanwa）

## 货币政策理论
- 古典经济学理论
- 凯恩斯的流动偏好理论
- 米尔顿弗里德曼的货币数量理论
- 二十世纪七十年代金融市场革新对货币数量理论的冲击
- 通货膨胀目标制与泰勒法则